# 淳于緹縈
淳于緹縈（前206年—前？年），為西漢臨淄人，其父親為淳于意乃西漢時期的醫生。

## 生平
淳于緹縈是西漢時期的孝女。據史記與太平御覽所記載，淳于緹縈為淳于意的小女兒，上有四位姊姊。
其父親淳于意，於年少時便對醫學有興趣，拜陽慶為師學習醫術，傳承黃帝、扁鵲脈書，其醫術相當精湛。
按史記所記載，淳于意四海為家，居無定所，喜歡到處遊歷各國，因此他並未將所有心力放在診療病人上，因此有某些病人對其多有抱怨。另有其他說法，一說為淳于意不喜攀緣附會，個性剛直，對於對家貧來者不拒，因此得罪了不少世家豪門，後被顯貴誣告醫死人；另一說為淳于意發生了醫療糾紛。
漢文帝十三年，淳于意依通典刑法典中所記載被判有罪處以肉刑，需要前往長安服刑。而在淳于意被送往長安服刑的路上，淳于意的五位女兒跟在其後無助地不停哭泣，此時淳于意感嘆自己此生未得兒子，大難臨頭時無人幫助自己，此話被小女兒淳于緹縈聽在耳裡很是悲傷，因此她就這樣一路跟著刑車徒步走到長安，到長安之後便開始想方法為即將受刑的父親求情，最終淳于緹縈上書給當時皇帝漢文帝，文辭之間情感深切更表示自己願意為父親受法成為官府的奴婢，希望能以此條件換求父親能有改過自新的機會。
此上書打動了以孝聞名的漢文帝，除了赦免了淳于緹縈的父親淳于意，更進一步廢除了當時慘絕人寰的肉刑，而淳于緹縈的孝義事蹟“緹縈救父”成為一個家喻戶曉的孝道故事，亦被後世稱為“上書救父”。

## 評價
- 漢代班固所作五言古詩《詠史》中讚曰：“百男何憒憒，不如一緹縈。”[7]
- 漢代劉向於列女傳中齊太倉女中頌曰：緹縈訟父，亦孔有識，推誠上書，文雅甚備，小女之言，乃感聖意。

## 相關記載

### 《二十四孝》中上書救父的主角
詩曰 : 隨父赴京歷苦辛，上書意切動機定；詔書特赦成其孝，又廢肉刑惠後人。
亦有被列入《女二十四孝》當中，於該勸孝書籍當中，該段故事被稱作《上書贖罪》

### 其他史料與詩文
上書救父的故事亦有被提及記載於其他史料與詩文當中：
- 史／編年／朝鮮王朝實錄／成宗實錄／十八年（1487）卷一百九十九至二百十／卷二百　二月／20日[10]

原文：緹縈，微女也，尙且上書救父之罪，況世臣以男子，爲父上書，有何不可？
- 集／小說／兒女英雄傳／第二十五回　　何小姐證明守宮砂　安老翁諷誦列女傳(P.408)  [11]

原文：講孝女，如漢淳于意的女兒緹縈上書救父
- 集／總集／石蓮盦彙刻九金人集／王若虛／滹南遺老王先生文集／卷十六／史記辨惑八／重疊載事辨[12]
- 唐代李白所作《東海有勇婦 代關中有賢女》詩文中曰：“淳于免詔獄，漢主為緹縈。津妾一棹歌，脫父於嚴刑。”[13]

## 相關影視作品
1. 緹縈 （页面存档备份，存于）(電影)  (1971)導演 李翰祥 ；甄珍飾演淳于緹縈
2. 歷代奇女子之緹縈(電視劇)  (1980) 由周秀蘭主演
3. 孝的故事(電視劇)  (1991) 由季芹 出演淳于緹縈
4. 孝感動天(電視劇)  (1995) 由蔡少芬 出演淳于緹縈
5. 神醫俠侶 （页面存档备份，存于）(電視劇)   (2004)作品中的緹縈由賈靜雯所出演，人物角色以淳于缇縈為原形
6. 大風歌(電視劇) (2010) 由張鈺淇出演于緹縈
7. 中華上下五千年 · 緹縈救父(動畫) (2010) 兒童歷史動畫片 第64集

## 引用
1. ↑  <史／正史／史記／列傳　凡七十卷／卷一百五　扁鵲倉公列傳第四十五／太倉公淳于意> : 太倉公者，齊太倉長，臨菑人也，姓淳于氏，名意。少而喜醫方術。高后八年，更受師同郡元里公乘陽慶。慶年七十餘，無子，使意盡去其故方，更悉以禁方予之，傳黃帝、扁鵲之脈書，五色診病，知人死生，決嫌疑，定可治，及藥論，甚精。
2. ↑  史記原文 : 然左右行游諸侯，不以家為家，或不為人治病，病家多怨之者。
3. ↑  史記原文 : 文帝四年中，人上書言意，以刑罪當傳西之長安。意有五女，隨而泣。意怒，罵曰：「生子不生男，緩急無可使者！」
4. ↑  緹縈上書全文

「妾父為吏，齊中稱其廉平，今坐法當刑。妾切痛死者不可復生而刑者不可復續，雖欲改過自新，其道莫由，終不可得。妾願入身為官婢，以贖父刑罪，使得改行自新也。」
5. ↑  列女傳

書奏，天子憐悲其意，乃下詔曰：「蓋聞有虞之時，畫衣冠，異章服，以為戮，而民不犯，何其至治也？今法有肉刑五，而姦不止，其咎安在？非朕德薄而教之不明歟？吾甚自媿。夫訓道不純，而愚民陷焉。詩云：『愷悌君子，民之父母。』今人有過，教未施，而刑已加焉。或欲改行為善，而其道無繇。朕甚憐之。夫刑者至斷支體，刻肌膚，終身不息，何其痛而不德也！豈稱為民父母之意哉！其除肉刑。」
6. ↑  史記原文 : 書聞，上悲其意，此歲中亦除肉刑法。
7. ↑  《詠史》全文 :

三王德彌薄，惟後用肉刑。

太倉令有罪，就遞長安城。

自恨身無子，困急獨煢煢。

小女痛父言，死者不可生。

上書詣闕下，思古歌雞鳴。

憂心摧折裂，晨風揚激聲。

聖漢孝文帝，惻然感至情。

百男何憒憒，不如一緹縈。
8. ↑  .   [2021-12-22]. （原始内容存档于2021-12-22）.
9. ↑  .   [2021-12-22]. （原始内容存档于2021-12-22）.
10. ↑  <朝鮮王朝實錄.成宗實錄> :幼學趙世臣上書，願以身代父愉徒役。都承旨李世佑啓曰：“凡訴冤者必申法司不得然後，上言，例也。以微者徑自上書，至煩天聰，甚不可。”傳曰：“可者採之，其不可者棄之矣，豈可以尊卑貴賤而限之乎？雖微者，上書無妨。”

史臣曰：“愉坐兄弟不和，罪犯綱常，固不可貰。然人子之心，願代父役，在所矜恕。緹縈，微女也，尙且上書救父之罪，況世臣以男子，爲父上書，有何不可？而世佑沮之，是何心哉？
11. ↑  <兒女英雄傳 第二十五回　　何小姐證明守宮砂　安老翁諷誦列女傳> : 安老爺聽罷，心裏暗道：「這姑娘的見解雖說愚忠愚孝，其實可敬可憐。但是事情到了這個場中，斷無中止的理。治病尋源，他這病源全在痛親而不知慰親，守志而不知繼志，所以纔把個見識弄左了。要不急脈緩受，且把鄧翁的話撇開，先治他這個病源，只怕越說越左。」因向姑娘歎了一聲，說道：「姑娘，你這片至誠，我卻影響不知，無怪你方纔拒絕九公。如今九公這話且作緩商；但是你這番舉動雖不失兒女孝心，卻不合倫常至理。」

「經云：『乾道成男，坤道成女，乾坤定而後地平天成；女大須嫁，男大須婚，男女別而後夫義婦順。』這是大聖大賢的大經大法，不同那愚夫愚婦的愚孝愚忠。何況古人明明道著個『不孝有三，無後為大』；又道：『女子，從人者也』！你這永不適人的主見，我竊以為斷斷不可。」

「你是個名門閨秀，也曾讀過詩書；你只就史鑑上幾個眼前的有名女子看去：講孝女，如漢淳于意的女兒緹縈上書救父；鄭義宗的妻子盧氏冒刃衛姑。講賢女，如晉陶侃的母親湛氏截髮留賓；周顗的母親李氏具饌供客。講烈女，如朝重成的女兒玖英保身投糞；張叔明的妹子陳仲婦遇賊投崖。講節女，如五代時王凝的妻子李氏持斧斷臂；季漢曹文叔的妻子引刀割鼻。講才女，如漢班固的妹子曹大家續成漢史；蔡邕的女兒文姬謄寫賜書。講傑女，如韓夫人的助夫破虜；木蘭的代父從軍；以至戴良之女練裳竹笥，梁鴻之妻裙布荊釵，也稱得個賢女。」
12. ↑  集／總集／石蓮盦彙刻九金人集／王若虛／滹南遺老王先生文集／卷十六／史記辨惑八／重疊載事辨

楚莊王圍鄭鄭伯迎降之辭既載于楚世家又載于鄭世家莊王縣陳申叔時為牽牛踰田之喻既載于楚世家又載于陳世家莊王圍宋華元告以析骨食子之急既載于楚世家又載于宋世家陳恒殺闞止事既詳見于齊世家而又見于田完世家陳乞立陽生事亦然子路死難事既詳見于衞世家而又見于本傳陳厲公齊懿仲卜田完事止宜載于完世家而又全載于陳世家專諸刺吳王僚事止宜載于本傳而又載于吳世家楚平王執伍奢召二子事止宜詳見于子胥傳而又全見于楚世家子胥諫吳王之言吳王賜死之事子胥將死之語亦止宜見于子胥傳而楚越世家又皆載之闔廬將死屬太子報越事載于吳世家是矣而又見于子胥傳春秋書天王狩河陽事載于孔子世家足矣而又見于晉世家又見於周本紀項羽遷義帝事既載于羽本紀而又見于高帝紀陳平閒楚君臣事既載于項羽紀而又見本傳張良難酈生事既載于高帝紀而又見于本傳酈生責高祖倨見事止宜載于本傳而又見于帝紀緹縈上書救父事止宜載于孝文紀而又見于倉公傳近代孔毅夫雜說論晉史王隱諌祖約奕棊事兩傳俱出謂之繁文而嚴有翼著藝苑雌黃亦
13. ↑  《東海有勇婦代關中有賢女》詩詞全文：

梁山感杞妻，慟哭為之傾。金石忽暫開，都由激深情。

東海有勇婦，何慚蘇子卿。學劍越處子，超然若流星。

損軀報夫仇，萬死不顧生。白刃耀素雪，蒼天感精誠。

十步兩躩躍，三呼一交兵。斬首掉國門，蹴踏五藏行。

豁此伉儷憤，粲然大義明。北海李使君，飛章奏天庭。

舍罪警風俗，流芳播滄瀛。名在列女籍，竹帛已光榮。

淳于免詔獄，漢主為緹縈。津妾一棹歌，脫父於嚴刑。

十子若不肖，不如一女英。豫讓斬空衣，有心竟無成。

要離殺慶忌，壯夫所素輕。妻子亦何辜，焚之買虛聲。

豈如東海婦，事立獨揚名。